# Cristóbal Valdés Ugalde
Cristóbal Valdés Ugalde; abogado y político chileno. Nació en Santiago en 1821. Falleció en la misma ciudad en 1853. Se graduó de abogado el 21 de octubre de 1841 en el Instituto Nacional. Casado con Anita Bello, hija de Andrés Bello.
Colaboró en varios periódicos y fue uno de los fundadores de la Sociedad Literaria de Santiago, en 1845. Salió elegido Diputado suplente en 1843, pero no ocupó la titularidad.
Relator de la Corte Suprema de Justicia, fue defensor de los Maurelios en su acusación por la muerte del irlandés Osborn en la isla de Juan Fernández.
Militante del Partido Conservador, fue elegido Senador por la provincia de Aconcagua (1843-1849)